# Fyringssjön
Fyringssjön är en sjö i Strömsunds kommun i Jämtland och ingår i Indalsälvens huvudavrinningsområde. Sjön har en area på 0,213 kvadratkilometer och ligger 459,1 meter över havet. Sjön avvattnas av vattendraget Fyrån.

## Delavrinningsområde
Fyringssjön ingår i det delavrinningsområde (704619-146330) som SMHI kallar för Utloppet av Fyringssjön. Medelhöjden är 489 meter över havet och ytan är 9,55 kvadratkilometer. Det finns inga avrinningsområden uppströms utan avrinningsområdet är högsta punkten. Fyrån som avvattnar avrinningsområdet har biflödesordning 3, vilket innebär att vattnet flödar genom totalt 3 vattendrag innan det når havet efter 227 kilometer. Avrinningsområdet består mestadels av skog (80 procent) och sankmarker (13 procent). Avrinningsområdet har 0,21 kvadratkilometer vattenytor vilket ger det en sjöprocent på 2,2 procent.